# Hysterochelifer pauliani
Hysterochelifer pauliani es una especie de arácnido del orden Pseudoscorpionida de la familia Cheliferidae.

## Distribución geográfica
Se encuentra en Marruecos.